# منتزه ماين كيل الحكومي
منتزه ماين كيل الحكومي، تبلغ مساحته 500 أكر (2.0 كـم2) منتزه الولاية الواقعة في مقاطعة شوهري، نيويورك، الولايات المتحدة. يقع المنتزه في الجزء الجنوبي الشرقي من بلدة بلينهايم.

## وصف المنتزه
تم افتتاح منتزه ماين كيل الحكومي في عام 1973. تم تسميته باسم ماين كيل كريك، الذي يمر عبر ممر ضيق في المنتزه ويتميز 80 قدم (24 م) شلالات ماين كيل. يقع المنتزه بجوار خزان بيلنهايم بيلبوا وتدفقها، شوهاري كريك.
يقدم ماين كيل الترفيه على مدار العام، بما في ذلك التزلج على الجليد والتزلج الريفي على الثلج والمشي بالأحذية الثلجية وصيد الأسماك ( سمك السلمون المرقط والجوز ) وركوب القوارب والمشي لمسافات طويلة وركوب الدراجات في الجبال والسباحة. يحتوي المنتزه على مسبح بحجم أولمبي، ومسبح ومسبح للغوص، ودورة مياه. يوجد في الموقع أيضًا ملعب جولف مكون من 18 حفرة. يقع في المنتزه جناح يمكن استئجاره للحفلات الخاصة. يوجد ملعب والعديد من طاولات النزهة وشوايات الفحم في الموقع.
من بين 6.5 ميل (10.5 كـم) من الممرات هو 3.5 ميل (5.6 كـم) من قسم الطريق الطويل .
اعتبارًا من عام 2015 ، تم التنازل عن رسوم وقوف السيارات والسباحة في المنتزه لجميع الزوار. تم إلغاء الرسوم من خلال اتفاقية مع هيئة الطاقة في نيويورك، والتي ستعوض مكتب ولاية نيويورك للمتنزهات والترفيه والمحافظة التاريخية بمبلغ 20000 دولار سنويًا لتعويض فقد الإيرادات. سيستمر فرض الرسوم على حجوزات التخييم ومأوى النزهات.

## روابط خارجية
- New York State Parks: Mine Kill State Park
- Mine Kill State Park trail map